# 科爾斯 (伊利諾伊州)
科爾斯（英語：Coles）是位於美國伊利諾伊州科爾斯縣的一個非建制地區。該地的面積和人口皆未知。

## 地理
科爾斯的座標為39°31′12″N 88°28′16″W / 39.52000°N 88.47111°W，而該地的平均海拔高度為201米（即659英尺）。